# Madeleine de Savoie
Madeleine de Savoie, née probablement vers 1510 et morte en 1586, est une princesse issue de la branche des Savoie-Tende, devenue duchesse de Montmorency par mariage et première dame d'honneur de la reine Élisabeth d'Autriche de 1570 à 1574.

## Biographie

### Origines
La date de naissance de Madeleine de Savoie n'est pas connue avec précision, et l'année 1510 est parfois donnée en repère . Elle est la fille aînée de René de Savoie, dit le « Grand bâtard de Savoie », comte de Villars, et de son épouse Anne Lascaris, comtesse de Tende,. Le comte de Villars est le demi-frère du duc Charles III de Savoie et du comte de Genève Philippe de Savoie-Nemours. Elle a pour frère Honorat, marquis de Villars, et Claude, gouverneur et grand sénéchal de Provence.
Elle passe une partie de sa jeunesse auprès de sa tante, Louise de Savoie, mère du futur roi de France, François Ier.

### Mariage
Madeleine de Savoie est mariée, selon la probable volonté de sa tante Louise de Savoie, par contrat le 10 janvier 1526,, au futur connétable Anne de Montmorency (1493-1567). La cérémonie se déroule à Saint-Germain-en-Laye. À l'issue de cette union, Louise de Savoie appelle Anne de Montmorency « mon neveu » .
Elle est successivement la dame d'honneur des reines Éléonore de Habsbourg de 1532 à 1543, Marie Stuart en 1560, Catherine de Médicis jusqu'en 1570, et Louise de Lorraine-Vaudémont jusqu'à sa mort en 1586. Elle est aussi choisie comme Première dame d'honneur de la reine Élisabeth d'Autriche de 1570 à 1574.

### Mort et sépulture

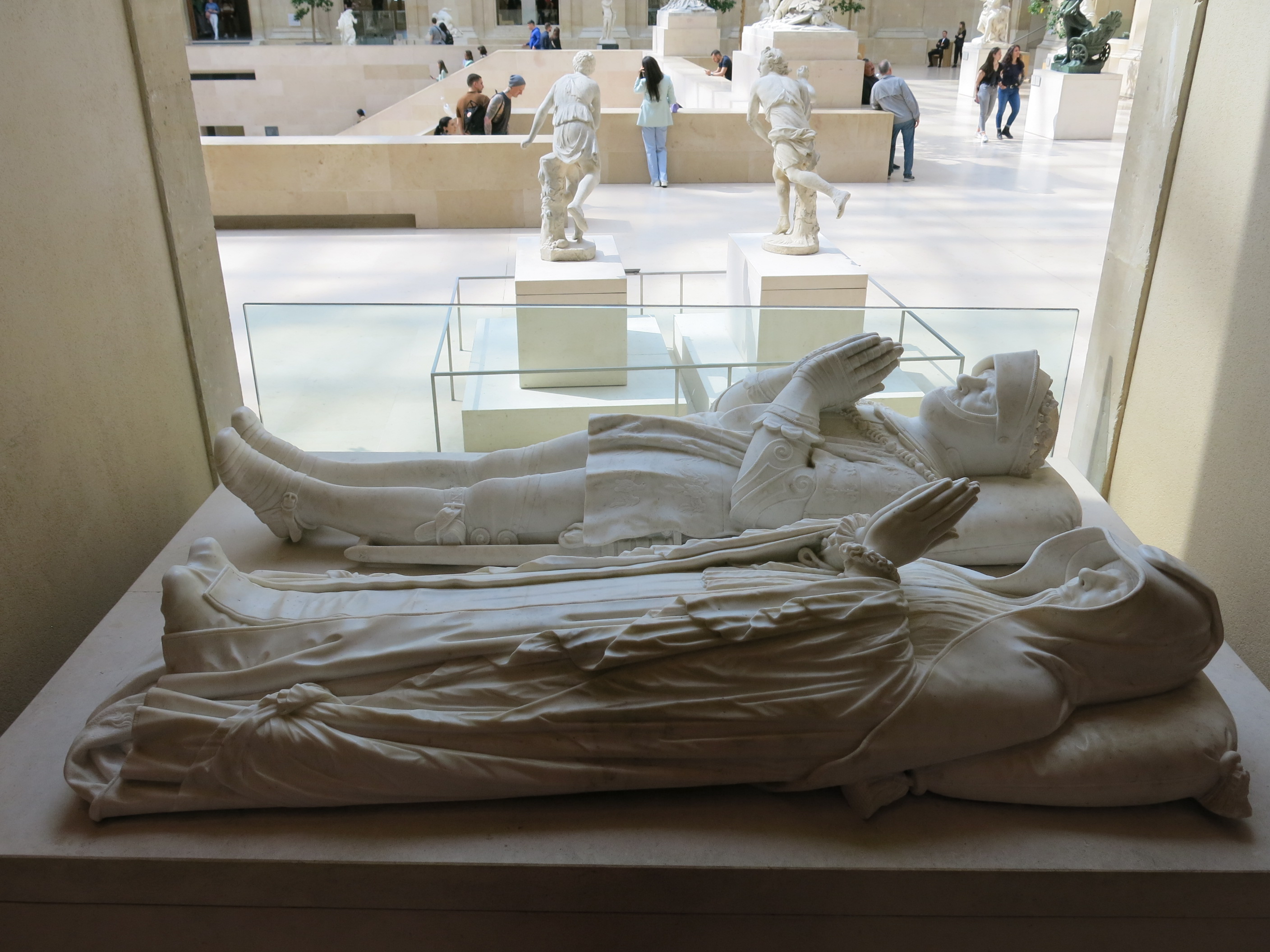
Gisants d'Anne de Montmorency et Madeleine de Savoie (Musée du Louvre).

Madeleine de Savoie meurt en 1586. Elle est enterrée auprès de son époux dans la collégiale Saint-Martin de Montmorency,. Les gisants sont réalisés entre 1582 et 1589 par Barthélemy Prieur. À la Révolution, Alexandre Lenoir fait démonter les sculptures du mausolée afin de les transférer au musée des monuments français.

## Descendance
Mariée avec Anne de Montmorency, ils ont douze enfants, cinq fils, sept filles, nés entre 1526 et 1546, dont :
1. Éléonore (vers 1526-1556), mariée en 1545 à François III de La Tour d'Auvergne, vicomte de Turenne ;
2. Jeanne (1528-1596), mariée en 1549 à Louis III de La Trémoille. Elle porte le prénom de la reine ;
3. François (1530-1579), grand maître de France, maréchal de France et gouverneur de Paris et d’Île de France ;
4. Catherine (1532-1624), mariée en 1553 à Gilbert III de Lévis ;
5. Marie, mariée en 1567 à Henri de Foix ;
6. Henri (1534-1614), connétable de France ;
7. Charles (1537-1612), baron, puis duc de Damville et pair de France ;
8. Gabriel (1541-1562), baron de Montbéron ;
9. Guillaume (1546-1594), seigneur de Thoré ;
10. Anne (?-1588), abbesse de la Trinité de Caen ;
11. Louise, abbesse de Gercy ;
12. Madeleine (?-1598), abbesse de Caen après sa sœur Anne.